# Artan Mërgjyshi
Artan Mërgjyshi (Tirana, 6 maggio 1968) è un allenatore di calcio ed ex calciatore albanese, di ruolo difensore.

## Carriera

### Nazionale
Vanta una presenza con la maglia della Nazionale albanese.

## Palmarès

### Giocatore

#### Club

##### Competizioni nazionali
- Coppa d'Albania: 1

Partizani Tirana: 1996-1997